# 佩瑪·丘卓
佩瑪·丘卓（Pema Chödrön，本名 Deirdre Blomfield-Brown，1936年7月14日—），是一位美國藏傳佛教金剛乘阿尼，是創巴仁波切的弟子。
佩瑪·丘卓為加拿大甘波修道院常駐教師。

## 生平
佩瑪·丘卓出生於紐約市。獲得加州大學柏克萊分校教育博士學位後，分別在加州與新墨西哥州任職小學老師。佩瑪·丘卓結過婚，育有二子，後來因配偶外遇而離異。
佩瑪·丘卓在頻繁造訪倫敦時，開始跟著企美仁波切修行，1972年與創巴仁波切初次相會，此後堅守三昧耶誓。
1974年佩瑪·丘卓成為第十六世噶瑪巴·讓炯日佩多傑座下的沙彌尼。
1981年佩瑪·丘卓在香港成為金剛乘傳統中第一位美籍比丘尼。
1980年代初創巴仁波切任命佩瑪·丘卓為波德香巴拉中心的主任。
1984年搬至甘波修道院，該修道院是北美首座藏傳密宗修道院，1986年成為該修道院的第一任院長。
1993年由薩姜米龐仁波切授予佩瑪·丘卓阿闍黎的身分。
1994年，佩瑪·丘卓患上慢性疲勞症候群，在此期間，遇見吉嘎康楚仁波切並向他學習。
2016年，獲得全球比丘尼獎。

## 中文出版書籍
- 《轉逆境為喜悅》(The Places That Scare)，2002年，繁體中文版由心靈工坊出版，ISBN 986-802-482-X
- 《與無常共處》(Comfortable with uncertainty)，2003年，繁體中文版由心靈工坊出版，ISBN 957-285-654-5
- 《不逃避的智慧》(The Wisdom of No Escape)，2005年，繁體中文版由心靈工坊出版，ISBN 986-757-455-9
- 《生命不再等待》(NO TIME to LOSE)，2008年，繁體中文版由心靈工坊出版，ISBN 978-986-678-243-5
- 《不被情緒綁架》(Taking the Leap)，2012年，繁體中文版由心靈工坊出版，ISBN 978-986-611-243-0
- 《生命如此美麗》(Living Beautifully)，2014年，繁體中文版由心靈工坊出版，ISBN 978-986-357-007-3
- 《別上鉤》(Practicing Peace in Times of War)，2015年，眾生出版，ISBN 978-986-609-141-4
- 《當下是良師》，2015年，生命潛能出版，ISBN 978-986-573-944-7
- 《冥想，活在當下的練習》(How to Meditate)，2015年，重慶出版，ISBN 978-722-910-190-9
- 《當生命陷落時》(When Things Fall Apart)，2017年，繁體中文由心靈工坊出版，ISBN 978-986-357-097-4
- 《慈悲之書》(The Compassion Book)，2017年，繁體中文由心靈工坊出版，ISBN 978-986-357-102-5
- 《活出美麗人生》(Living beautifully)，2018年，重慶出版，ISBN 978-722-912-946-0
- 《不順意的日子，順心過》(Welcoming the Unwelcome: Wholehearted Living in a Brokenhearted World)，2020年，繁體中文由心靈工坊出版，ISBN 978-986-357-190-2